# Philodendron speciosum
Philodendron speciosum är en kallaväxtart som beskrevs av Heinrich Wilhelm Schott och Stephan Ladislaus Endlicher. Philodendron speciosum ingår i släktet Philodendron och familjen kallaväxter. Inga underarter finns listade.

## Bildgalleri

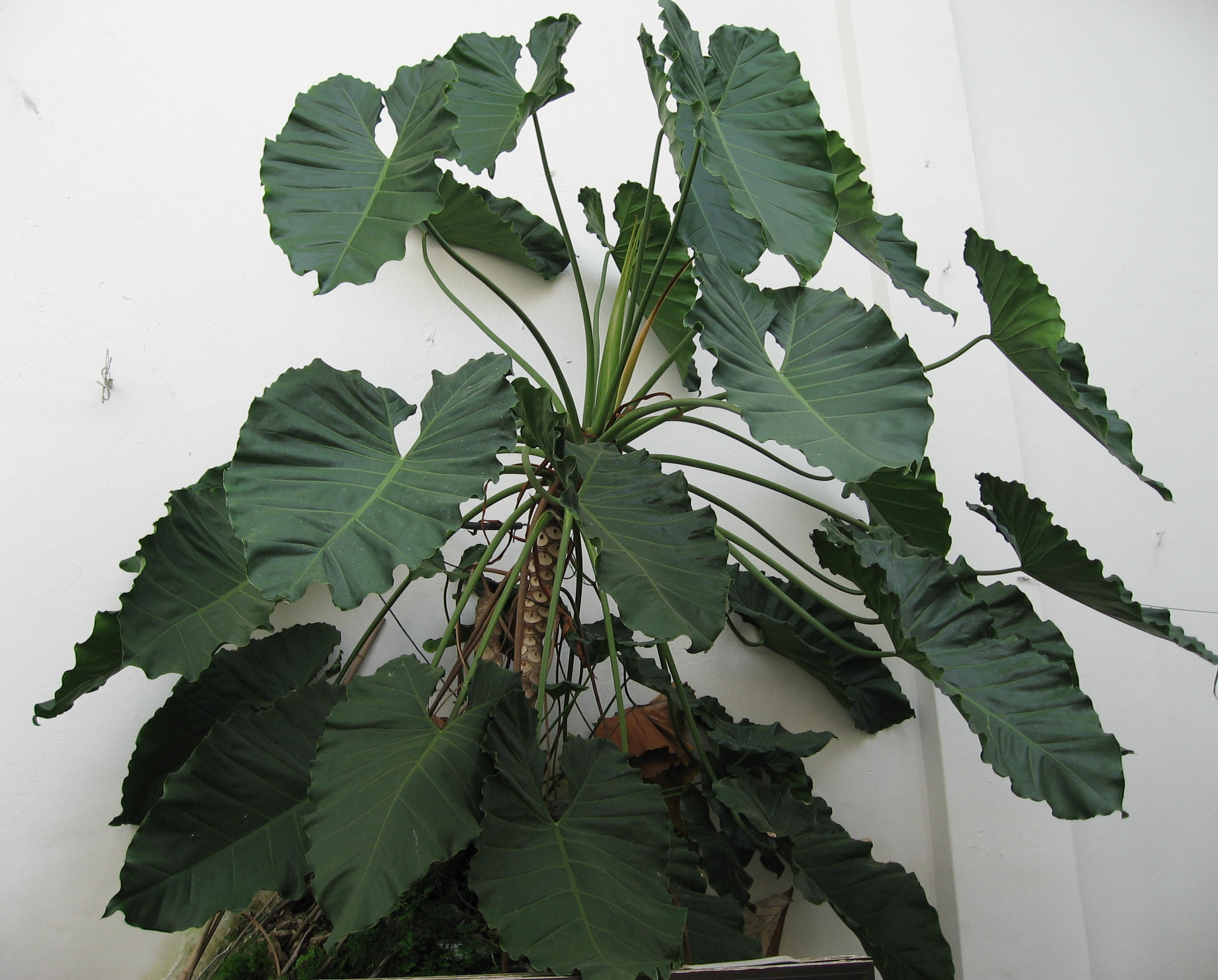
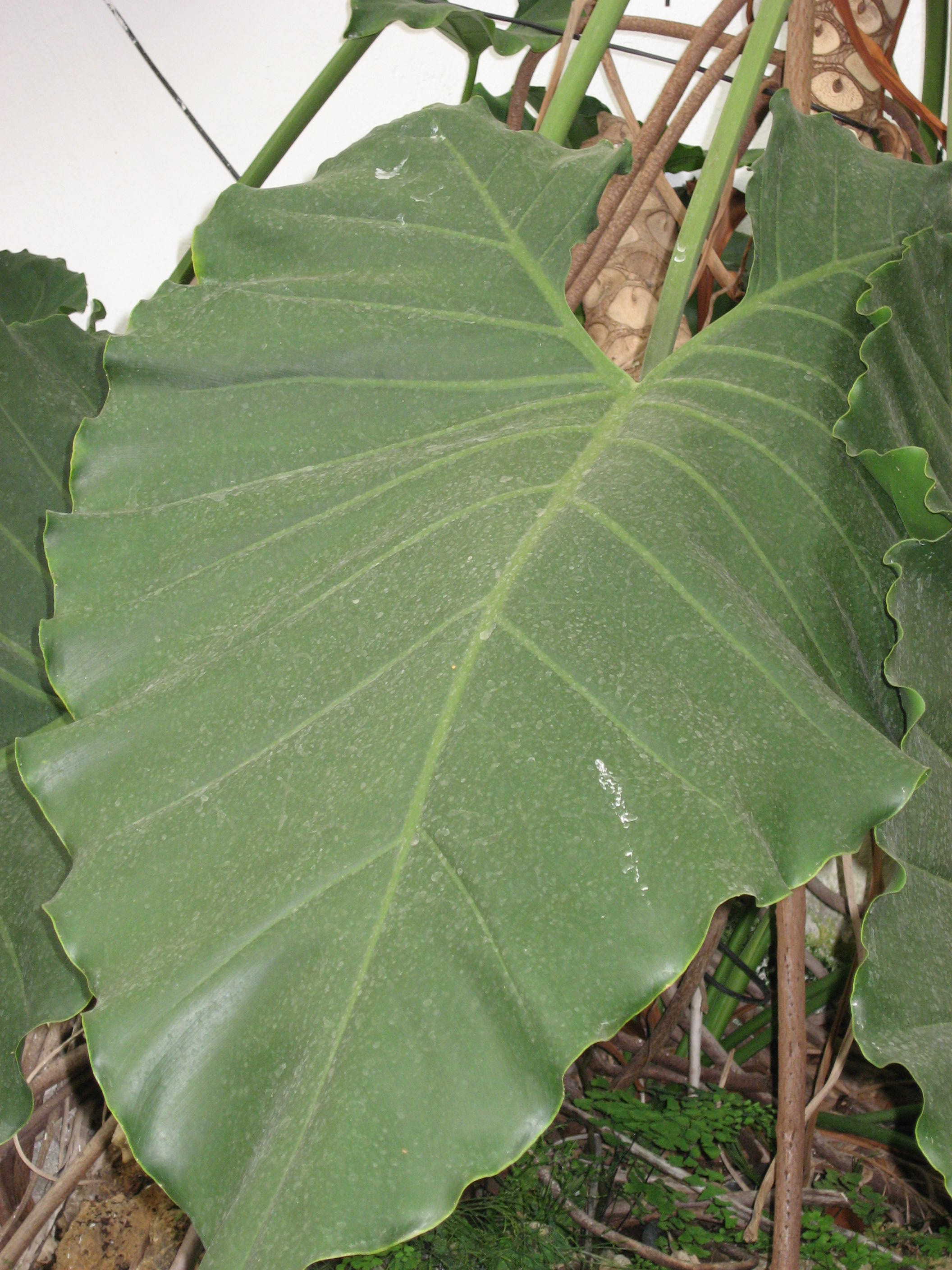